# Gustav Heinrich Emil Ohlert
Gustav Heinrich Emil Ohlert est un zoologiste prussien, né le 28 juin 1807 à Tannsee, près de Marienburg en province de Prusse-Occidentale et mort le 8 mars 1871 à Königsberg.
Il a travaillé sur les Araignées. Il publia le catalogue de sa collection personnelle constituée d'espèces de Prusse.